# 滝岡橋

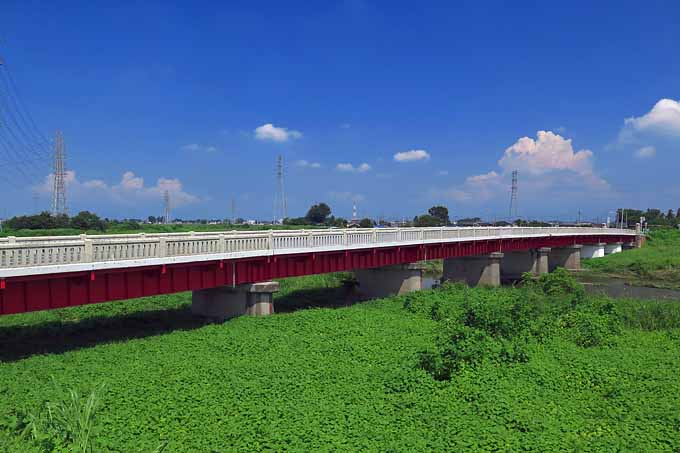
滝岡橋

滝岡橋（たきおかばし）は、埼玉県深谷市岡と同県本庄市堀田の間で小山川に架かる橋。国の登録有形文化財。日本の近代土木遺産のひとつでもある。

## 概要
旧中山道が小山川を越える地点に所在する。江戸時代は渡し場があり、明治時代の1901年3月に木橋ができた。橋長は82 mで幅員は7.3 mであった。その後1928年（昭和3年）3月に滝岡橋が完工し、4月14日開通した。鋼製8連桁橋で、橋延長は146.7 m、幅員は6.3 mである。完成から80年経った2008年（平成20年）3月7日に国の登録有形文化財に登録された。橋名は橋が架かる地域である滝瀬村および岡村の頭文字から付けられた。幹線から外れたこともあり、橋の交通量は少ない。

## 周辺
道の駅おかべにほど近く、橋の上流側には「たきおか水辺公園」が整備されている。北東には渋沢栄一の生家がある。